# Le Saulgy
Le Saulgy est une localité et une ancienne commune suisse du canton de Fribourg, située dans le district de la Glâne.

## Histoire
Située sur le haut plateau entre les vallées supérieures de la Broye et de la Glâne, Le Saulgy formait autrefois un petit fief noble, acquis en 1536 par le gouvernement de Fribourg. L'ancienne commune relève depuis toujours de la paroisse de Siviriez. Le village dépendit du bailliage puis, de 1798 à 1848, du district de Romont.
Depuis 1978, Le Saulgy fait partie de la commune de Siviriez.

## Démographie
Le Saulgy comptait 57 habitants en 1811, 69 en 1850, 73 en 1900, 73 en 1950, 58 en 1970.